# Parafia św. Marcina Biskupa w Szubinie
Parafia pw. Świętego Marcina Biskupa – parafia rzymskokatolicka w Szubinie wchodząca w skład dekanatu szubińskiego diecezji bydgoskiej.
Została utworzona w XIV wieku.
Obejmuje wschodnią część miasta i kilka okolicznych wsi (Grzeczna Panna (część), Łachowo, Smolniki, Szubin-Wieś).
Kościół parafialny, późnogotycki, pochodzi z XV wieku, przebudowany w XIX wieku. Wewnątrz znajduje się ołtarz późnobarokowy z obrazem Matki Boskiej z Dzieciątkiem z około połowy XVII wieku, fundacji Jagiellonów.